# Saint-Juéry, Lozère
Saint-Juéry är en kommun i departementet Lozère i regionen Occitanien i södra Frankrike. Kommunen ligger i kantonen Fournels som tillhör arrondissementet Mende. År 2022 hade Saint-Juéry 54 invånare.

## Befolkningsutveckling
Antalet invånare i kommunen Saint-Juéry
| Referens: INSEE |